# 太田米雄
太田 米雄（おおた よねお、1892年（明治25年）10月16日 - 1962年（昭和37年）2月1日）は、大日本帝国陸軍軍人。最終階級は陸軍中将。功四級

## 経歴
1892年（明治25年）に神奈川県で生まれた。陸軍士官学校第25期、陸軍大学校第33期卒業。1937年（昭和12年）8月2日に陸軍歩兵大佐に進級、8月30日に第2軍兵站参謀長に着任し、日中戦争に出動。1938年（昭和13年）6月に歩兵第39連隊長（第10師団・歩兵第8旅団）に転じ、武漢作戦に参加。
1939年（昭和14年）8月1日、陸軍少将進級と同時に歩兵第2旅団長（関東軍・第4軍・第1師団）に着任。1940年（昭和15年）8月に旅順要塞司令官、1942年（昭和17年）4月に第63独立歩兵団長（中部軍）を歴任。1943年（昭和18年）6月10日に陸軍中将進級と同時に第65師団長に親補され、徐州の守備に当たった。1944年（昭和19年）8月22日に参謀本部附となり、10月6日に待命、10月7日に予備役に編入された。

## 栄典
勲章等
- 1940年（昭和15年）8月15日 - 紀元二千六百年祝典記念章[4]